# Profibus FMS
Profibus FMS (с англ. Process Field Bus и Fieldbus Message Specification — шина полевого уровня и спецификация сообщения полевой шины) — протокол передачи данных, предназначенный для связи программируемых контроллеров друг с другом и станциями оператора. Используется в тех областях, где широкие функциональные возможности более важны, нежели быстрое время реакции системы.

## Описание
При связи через FMS используются отношения типа клиент-сервер. Клиент является процессом приложения, который в качестве заказчика услуги обращается к объектам. Сервер является исполнителем услуги «Объекты».
В распоряжение клиенту предоставляются объекты связи. В качестве примера устройств, соединенных по FMS протоколу можно взять из оборудования фирмы Siemens — Simatic S7 c FMS-CP или, например, Simatic S5 c CP 5431FMS. Очень часто используется комбинированный режим работы устройств Profibus FMS и Profibus DP, в этом случае между мастерами и ведомыми устройствами используется протокол DP, а между самими мастерами протокол FMS.
Основная нагрузка в протоколе FMS приходится на уровень приложений. Им предоставляются коммуникационные службы, которые могут использоваться непосредственно пользователем, которые отвечают за выполнение запросов в системе клиент-сервер . Коммуникационная модель Profibus FMS допускает объединение распределенных процессов приложений в общий процесс с использованием коммуникационных связей. Часть процесса приложения в полевом устройстве, которая может быть достигнута через коммуникацию называется виртуальным полевым устройством VFD. В нём находится словарь так называемых коммуникационных объектов, через которые и происходит связь между устройствами с помощью служб. Словарь содержит описание, структуру и типы данных, а также связи между адресами внутреннего устройства коммуникационных объектов и их назначение на шине (индекс/имя).
Более подробно, словарь состоит из следующих объектов:
- заголовок — информация по структуре словаря
- список статических типов данных — список поддерживаемых статических типов данных
- словарь статических объектов в нём — все статические коммуникационные объекты
- динамический список списка переменных — список всех списков переменных
- динамический список программ — список всех программ

По состоянию на 2010 год применение протокола Profibus FMS сокращается в связи с переходом к промышленный Ethernet и PROFInet.
Однако спецификации FMS стали частью стандарта Foundation fieldbus и используются в нём.